# SS Armenian (1903)

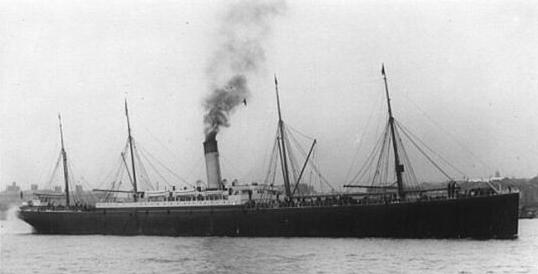
SS Armenian

SS Armenian byl parník vybudovaný roku 1895 v loděnicích Harland & Wolff v Belfastu pro společnost Leyland & Co. Tento 156 m dlouhý, 18 m široký parník s tonáží 8 825 BRT poháněný čtyřexpanzními parními motory s výkonem 718 koní sloužil jako nákladní loď. 20. března 1903 byl předán pod vedení White Star Line, pod níž sloužil na trase Liverpool - New York. Během Búrských válek sloužil spolu se svou sesterskou lodí, Victorianem, jako transportní loď. V roce 1910 byl vrácen zpět Leyland & Co. Na svou poslední plavbu vyplul 3. března 1914. Potom byl odstaven. 28. června byl potopen ponorkou U-24 u Cornwallu beze ztráty na životech.